# Michelange Quay
Michelange Quay est un réalisateur haïtien.

## Biographie
Michelange Quay a suivi des études d'anthropologie et de cinéma aux États-Unis. Il est diplômé de la Tisch School of the Arts de New York en 1997. Il réalise deux courts métrages aux États-Unis avant de contribuer au développement du cinéma haïtien.
Son premier long métrage, Mange, ceci est mon corps, coproduction franco-haïtienne, est sorti en 2008.

## Filmographie

### Courts métrages
- 1996 : Myth of Seus
- 1998 : 40 Days
- 2004 : Qu'on leur donne des yoyos
- 2004 : L'Évangile du cochon créole (sélection officielle du Festival de Cannes 2004)[3],[4]

### Long métrage
- 2008 : Mange, ceci est mon corps